# Veaceslav Volodin
Veaceslav Viktorovici Volodin (în rusă Вячеслав Викторович Володин; n. 4 februarie 1964, Alekseyevka⁠(d), Khvalynsky District⁠(d), RSFS Rusă, URSS) este un politician rus care este în prezent al 10-lea președinte al Dumei de Stat (din 5 octombrie 2016).
El este un fost consilier al președintelui Vladimir Putin. Fost secretar general al partidului Rusia Unită, a fost deputat în Duma de Stat din 1999 până în 2011 și din 2016 până în prezent. Din 2010 până în 2012, a fost vice-prim-ministru al Rusiei. El este, de asemenea, un fost prim adjunct al șefului de stat major al Administrației Prezidențiale a Rusiei. Volodin a conceput turnura conservatoare a lui Putin în al treilea mandat. El face parte din cercul interior al lui Putin. Din 2014, aproximativ 40 de țări (inclusiv SUA, Canada, UE, Japonia, Australia) i-au impus sancțiuni.

## Tinerețe și educație
Volodin s-a născut la 4 februarie 1964 în satul Alexeievka, districtul Hvalinski, regiunea Saratov, într-o familie numeroasă. Tatăl său a fost căpitanul flotei fluviale; a murit la vârsta de 51 de ani în 1969. După moartea tatălui său, a fost crescut de tatăl său vitreg. Sora lui, Tatiana Lavrina, este angajată la o firmă de consultanță, iar fratele său este pensionar militar. Toți, potrivit lui Volodin, locuiesc în regiunea Saratov. Mama, Lidia Petrovna Barabanova (născută în 1936), a absolvit Colegiul Pedagogic din Saratov. După terminarea studiilor, a refuzat un loc de muncă la Leningrad și a rămas în regiunea natală, pentru că nu a vrut să-și părăsească mama care era în vârstă. Ea a lucrat ca profesoară de școală primară într-o școală de la țară.
Volodin a absolvit ingineria mecanică la Facultatea de Organizare și Tehnologie a Institutului de Mecanizare a Agriculturii din Saratov în 1986, iar apoi a absolvit dreptul la Academia Serviciului de Stat din Rusia sub conducerea președintelui Federației Ruse în 1995. A obținut un doctorat în drept de la Institutul din Sankt Petersburg al Ministerului de Interne în 1996, cu o teză intitulată „O entitate constitutivă rusă: probleme de putere, de legiferare și de administrare”. A lucrat ca lector și profesor asistent în timp ce a studiat la Petersburg.

## Carieră politică
În 1990, a fost ales ca membru al Dumei (Consiliului) Orașului Saratov. Din 1992, Volodin a fost adjunctul șefului administrației din Saratov, din 1994 vicepreședinte al Dumei din regiunea Saratov, iar în 1996 a fost numit viceguvernator al regiunii Saratov.

### Vicepreședinte al Dumei (1999-2010)
La alegerile legislative din Rusia din 1999, a fost candidat al blocului politic Patria – Toată Rusia (în rusă: Отечество – Вся Россия; ОВР; Otečestvo – Vsja Rossija, OVR). După ce a fost ales, Volodin a devenit vicepreședinte al celei de-a treia Dume de Stat, iar din septembrie 2001 a fost șeful blocului politic Patria – Toată Rusia.
În 2003, a candidat pentru un loc în a patra Dumă de Stat și a fost ales deputat în circumscripția electorală Balakovo, regiunea Saratov. În a patra Dumă de Stat a fost din nou vicepreședinte și a fost numit prim-adjunct al șefului fracțiunii partidului de guvernământ Rusia Unită, care a fost fondat în 2001. Din 2005 a fost secretarul general al partidului la Prezidiul Consiliului.
În 2007, a fost ales în Duma de Stat a Rusiei în cea de-a cincea sesiune a sa. Până în octombrie 2010, a fost din nou vicepreședinte al Dumei.
În 2009, la un miting, Valeri Rașkin, deputat al Dumei de Stat a Federației Ruse din partea Partidului Comunist din Federația Rusă, l-a acuzat pe  Volodin de „crime împotriva poporului, împotriva națiunii ruse”.

### Vicepreședinte al Guvernului (2010-2012)
La 21 octombrie 2010, a fost numit vice-prim-ministru sub conducerea lui Dmitri Medvedev. După demiterea lui Serghei Sobianin datorită conexiunilor sale cu primarul Moscovei, Volodin a fost numit și șef de cabinet al biroului executiv prezidențial.

### Prim-adjunct al șefului de stat major al Administrației Prezidențiale a Rusiei (2012-2016)

#### „Tatăl” software-ului de spionaj
În urma protestelor împotriva rezultatelor alegerilor legislative din Rusia din 2011 („revoluția zăpezii”), organizate de mai multe persoane, inclusiv Alexei Navalnîi, care a folosit blogurile Facebook, Twitter și LiveJournal pentru a organiza evenimentele, Volodin, care era viceprim-ministru la acea vreme și a devenit ulterior Primul adjunct al șefului de stat major al Administrației Prezidențiale a Rusiei și a fost responsabil cu politica internă, a fost însărcinat să contracareze aceste eforturi. El a început să frâneze internetul folosind programul Prisma (în rusă «Призма») care „urmărește în mod activ activitățile din rețelele sociale care au ca rezultat creșterea tensiunii sociale, conduita dezordonată, sentimentele de protest și extremiste” prin monitorizarea în timp real a discuțiilor protestatarilor pe bloguri și rețele sociale și realizează urmărirea rețelelor sociale care a dus ulterior la înființarea Agenției de Cercetare pe Internet.
La 28 aprilie 2014, în urma referendumului privind statutul Crimeei, Trezoreria SUA l-a plasat pe Volodin pe lista de cetățeni desemnați special (SDN), o listă de persoane sancționate ca „membri ai cercului interior al conducerii ruse”.  Sancțiunile îngheață toate bunurile pe care le deține în SUA și îi interzic intrarea în Statele Unite.
La 12 mai 2014, Volodin a fost adăugat pe lista de sancțiuni a Uniunii Europene datorită rolului său în criza din Crimeea din 2014. I se interzice intrarea în țări din UE, iar bunurile sale din UE au fost înghețate.
În ciuda faptului că Volodin îl sprijină activ pe Vladimir Putin (de exemplu, el spune că „Dacă nu există Putin, nu există Rusia”), mulți experți vorbesc despre ambițiile lui prezidențiale. În 2012, unul dintre prietenii săi într-un interviu pentru Reuters a spus că îl consideră pe Volodin viitorul președinte, deoarece „are dorința de a zbura sus”. Un alt bărbat apropiat lui Volodin a spus că: „o persoană obișnuită după-amiaza se gândește la planuri pentru seară. Volodin nu se gândește la planuri pentru seară – are un plan pentru viață. Când era viceprimar al orașului Saratov, le-a spus deja prietenilor că va deveni președinte al Rusiei.” În plus, în 2015, clericul Vsevolod Chaplin⁠(d), comentând articolul din Izvestia despre viața personală a unui număr de personalități politice ale Rusiei, a vorbit și despre ambițiile prezidențiale ale lui Volodin.

## Președinte al Dumei de Stat

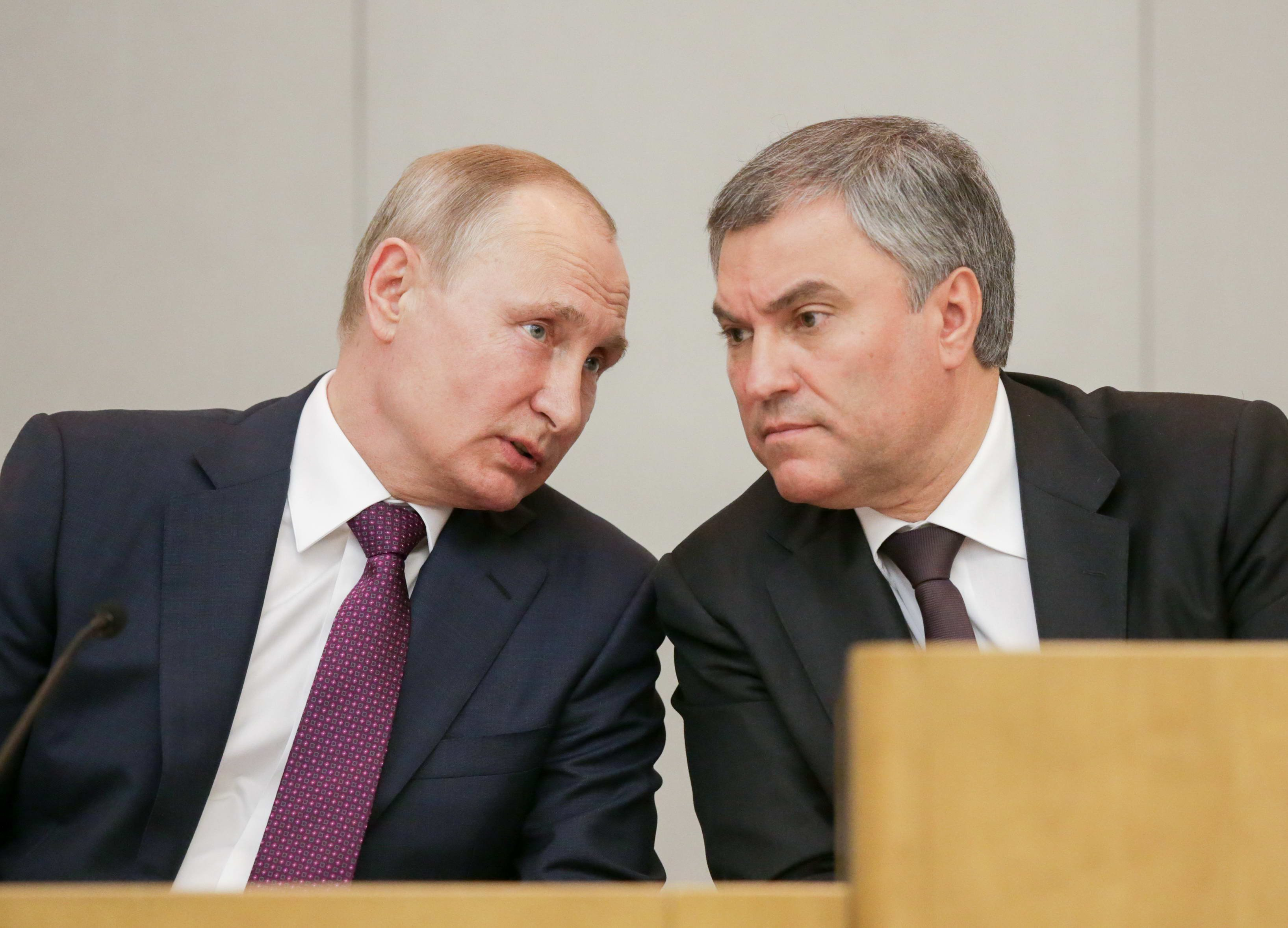
Volodin este un adept fidel al lui Putin. În 2014 a declarat: „Dacă îl avem pe Putin, avem Rusia. Dacă nu există Putin, nu există Rusia.”

### Alegeri

#### 2016
Pentru prima dată, zvonurile că Volodin ar putea deveni noul președinte al Dumei de Stat după alegerile legislative din 2016 au apărut înaintea alegerilor. Cu toate acestea, această informație nu a fost confirmată.
După alegerile legislative din 2016, fostul președinte al Dumei de Stat Serghei Narîșkin a fost numit director al Serviciului de Informații Externe. La 23 septembrie 2016, președintele Vladimir Putin a propus Rusiei Unite să-l numească pe Veaceslav Volodin în funcția de președinte al Dumei de Stat. Liderul majorității Vladimir Vasiliev a spus că fracțiunea Rusia Unită va susține candidatura lui Volodin. Candidatura lui Volodin a fost susținută și de fracțiunea Partidului Liberal Democrat și de Rusia Justă - Pentru Adevăr. La 5 octombrie, Veaceslav Volodin a fost ales președinte al Dumei de Stat, cu 404 voturi. Singurul său rival a fost comunistul Dmitri Novikov, care a primit 40 de voturi.

#### 2021
În 2021, Volodin a fost din nou nominalizat la președinția celei de-a 8-a Dume de Stat. Candidatura sa a fost din nou susținută de Partidul Liberal Democrat și Rusia Justă – Pentru Adevăr. Singurul oponent al lui Volodin a fost din nou candidatul Partidului Comunist al Federației Ruse, Dmitri Novikov. La 12 octombrie, Veaceslav Volodin a fost reales președinte al Dumei de Stat, cu 360 de voturi.

### Activitate politică

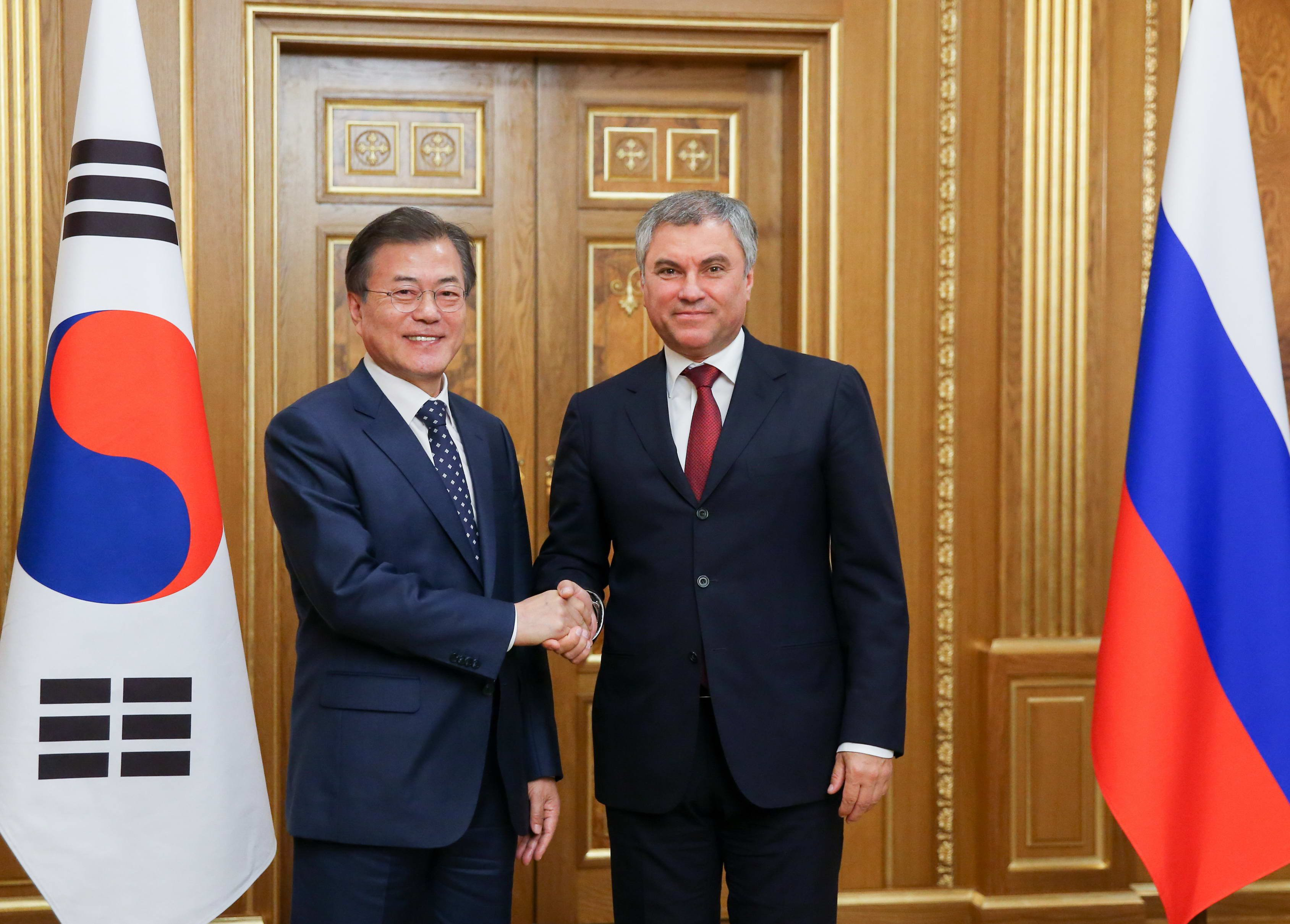
Volodin cu președintele sud-coreean Moon Jae-in în Duma de Stat, 21 iunie 2018

În octombrie 2016, Volodin a fost printre cei mai influenți trei politicieni din Rusia (după președinții Vladimir Putin și Dmitri Medvedev) potrivit ratingul Centrului pentru Tehnologii Politice. Potrivit unui sondaj realizat de centrul analitic de experți  ai RANEPA, nivelul de recunoaștere a lui Veaceslav Volodin este unul ridicat. 83% dintre respondenți știu că el deține funcția de președinte al Dumei de Stat. În plus, 78% dintre ruși au o viziune pozitivă sau neutră asupra activităților lui Volodin în calitate de președinte al Dumei de Stat. 
La 24 noiembrie 2016 a fost ales Președinte al Adunării Parlamentare a Organizației Tratatului de Securitate Colectivă, iar la 26 decembrie 2016 Volodin a fost ales Președinte al Adunării Parlamentare a Uniunii Statale Rusia-Belarus.
În calitate de președinte, Volodin a început să se ocupe activ de disciplina deputaților. La început, le-a interzis deputaților să voteze prin împuternicire pentru alți deputați. În acest sens, deputații trebuie să participe personal la ședințe. Au fost introduse și amenzi pentru absențele fără un motiv întemeiat.
La 6 martie 2019, Veaceslav Volodin, în timpul unei reuniuni a Dumei de Stat, a întrerupt raportul ministrului dezvoltării economice Maxim Oreșkin și nu i-a permis să-și termine discursul. Volodin l-a acuzat că nu este pregătit și i-a propus să raporteze din nou peste o lună (de obicei, astfel de rapoarte trec doar o dată pe an). Potrivit unor deputați, acest caz este primul din întreaga istorie a Rusiei post-sovietice.  

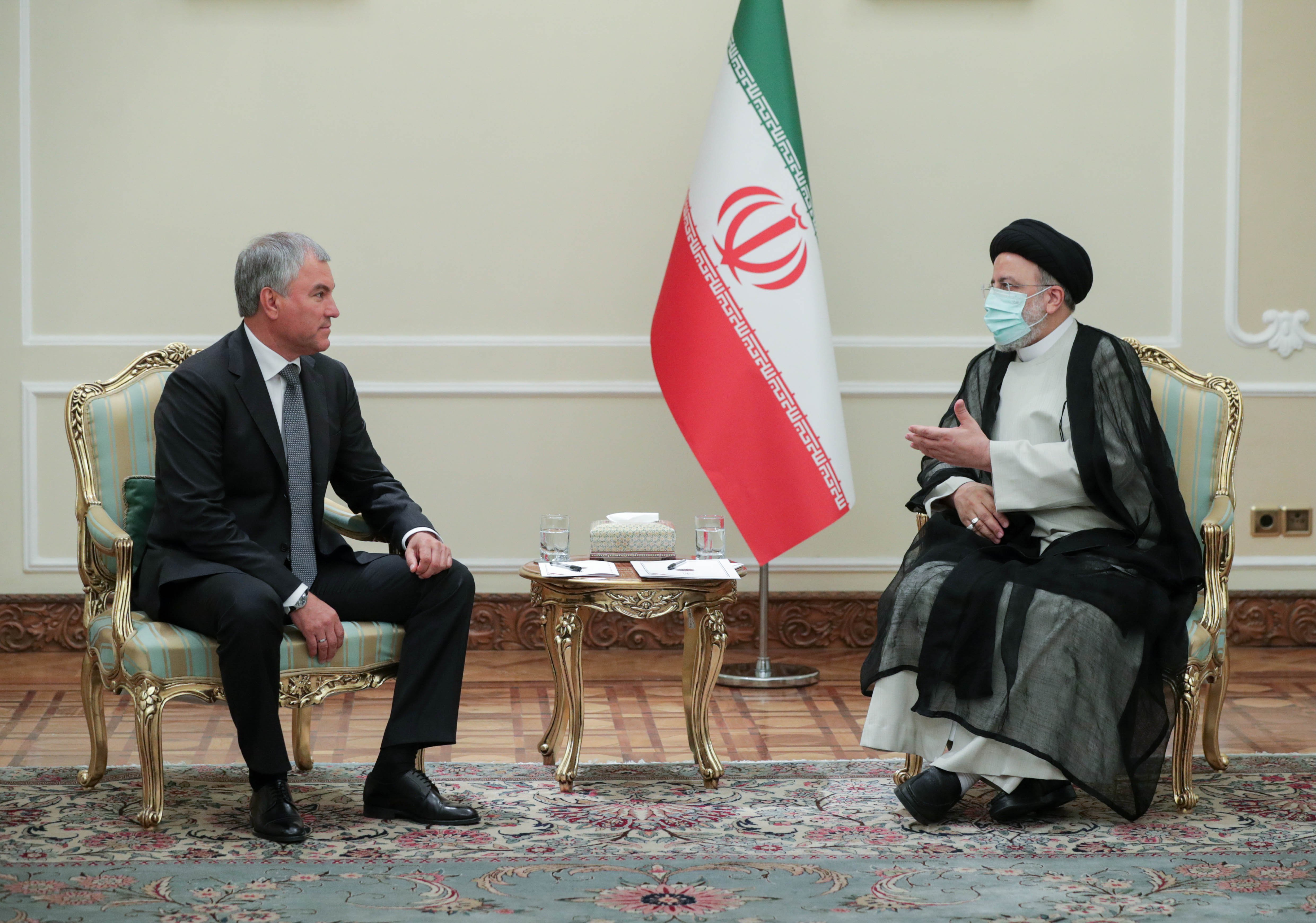
Volodin cu președintele iranian Ebrahim Raisi la 5 august 2021

La 6 aprilie 2019, Volodin a propus amendamente la Constituție care să permită Dumei de Stat să participe mai activ la formarea guvernului. Potrivit acestuia, Duma de Stat ar trebui să participe cel puțin la consultări atunci când se numesc membri ai guvernului (în prezent, participarea Dumei de Stat la formarea guvernului este limitată doar de faptul că trebuie să dea acordul președintelui pentru a numi prim-ministrul). Volodin a spus că participarea Dumei de Stat la formarea guvernului „ar fi în concordanță cu principiile echilibrului corect al puterii” și „ar oferi un nivel mai înalt de responsabilitate” în activitatea miniștrilor. În iulie 2019, Volodin a cerut din nou introducerea unor amendamente adecvate la Constituție în articolul său din Ziarul Parlamentar (Парламентская газета). Mai târziu, propunerea lui Volodin a fost susținută de liderii tuturor partidelor parlamentare de opoziție. În ianuarie 2020, Putin a propus introducerea unor astfel de amendamente în timpul discursului său adresat Adunării Federale.
În noiembrie 2019, Volodin a spus că, din cauza naționalismului ucrainean și a presupusei opresiuni a minorităților etnice, există șansa ca unele regiuni (oblaste) să se separe de Ucraina.
La 24 februarie 2022, Volodin a spus că „scopul” invaziei ruse a Ucrainei este „de a proteja oamenii care trăiesc în Ucraina”. El a scris pe contul său de Telegram că „demilitarizarea Ucrainei” este „singura cale care ne va permite să prevenim războiul în Europa. [Este] singura noastră șansă de a opri luptele și catastrofa umanitară.” Potrivit site-ului de opoziție Meduza, el a fost unul dintre primii politicieni ruși care au susținut public invazia.  Volodin i-a denunțat pe rușii care se opun războiului drept „trădători”. La 5 aprilie 2022, el a susținut că masacrul din orașul ucrainean Bucea este o „provocare”, o punere în scenă a Occidentului și a Ucrainei „care are ca scop discreditarea Rusiei”.
La 26 aprilie 2022, în plin război ruso-ucrainean, Volodin a cerut ca Ucraina să fie recunoscută ca stat terorist după ce FSB și Putin au anunțat arestarea suspecților în tentativa de omor a prezentatorului TV Vladimir Soloviov.
La 6 iulie 2022, Volodin a avertizat că Rusia ar putea cere înapoi statul american Alaska, care a fost vândut de Rusia Statelor Unite în 1867, dacă Statele Unite vor continua să sechestreze bunurile rusești în străinătate.
Cetățenii ruși care critică mobilizarea rusă din 2022 au folosit rețelele sociale și alte mijloace electronice (de ex. Twitter) pentru a-i întreba pe toți oficialii și deputații de vârf ai Rusiei, care au susținut războiul cu Ucraina și mobilizarea, dacă ei înșiși sau fiii lor vor merge pe front. Majoritatea au refuzat să răspundă sau au venit cu scuze de ce nu le-a fost posibil să intre în război în Ucraina. Volodin a spus că Duma de Stat îi va sprijini pe deputații care vor să se înroleze în armată și să plece în Ucraina.
Volodin a susținut în mod controversat că „Ucraina și-a pierdut capacitatea de a exista ca stat”, că „Ucraina este ocupată de NATO” și că „[Ucraina] a devenit o colonie a SUA”.

## Alte activități
La sfârșitul anului 2018, Volodin și-a trimis jumătate din veniturile sale către organizații de caritate.
Volodin este cel mai mare filantrop din istoria Episcopiei Saratov a Bisericii Ortodoxe Ruse. El a devenit autorul programului federal de restaurare a bisericilor, care sunt monumente arhitecturale de importanță federală . Cu participarea sa, au fost implementate numeroase proiecte care vizează renașterea bisericilor și mănăstirilor ortodoxe din Saratov.

### Amenințări cu distrugerea Europei
La 12 iunie 2022, Volodin a remarcat că europarlamentarul Radosław Sikorski nu se gândește la viitor. Sikorski a cerut returnarea armelor nucleare în Ucraina din cauza faptului că Rusia a încălcat Memorandumul de la Budapesta  conform căruia Ucraina a renunțat la arsenalul său nuclear în schimbul faptului că „Federația Rusă confirmă Ucrainei obligația sa, în conformitate cu principiile Actului final al CSCE, de a respecta independența, suveranitatea și frontierele existente ale Ucrainei”, Volodin a adăugat: „Dacă propunerile sale vor fi puse în aplicare, aceste țări vor dispărea, la fel ca și Europa. Are nevoie să fie examinat de un psihiatru, să-i treacă mandatul și să stea acasă sub supraveghere”.

## Zvonurile din 2017 despre Volodin ca președinte

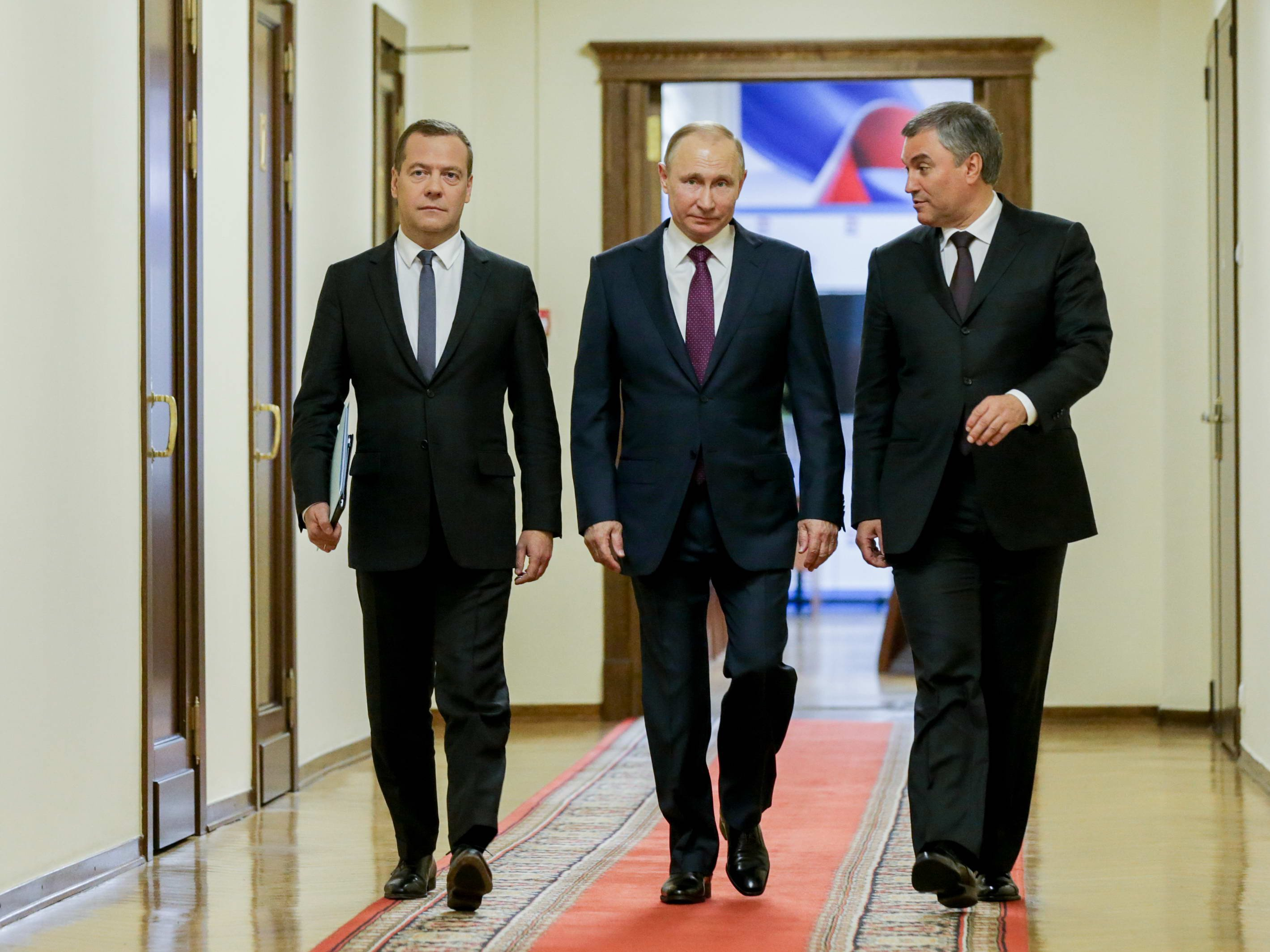
Volodin cu președintele Putin și prim-ministrul Dmitri Medvedev în mai 2018

La 20 aprilie 2017, la ședința comitetului de organizare a Zilei Victoriei, care a fost condusă de președintele Vladimir Putin, a luat cuvântul șeful Organizației Veteranilor Războiului din Afganistan Andrei Ciepurnoîi. El l-a criticat pe senatorul Franz Klințevici, președintele Uniunii Ruse a Veteranilor din Afganistan. El a vorbit despre scrisoarea lui Klințevici, în care îl indică pe Volodin drept următorul președinte. Comentând acest discurs, Putin a spus că „succesorul președintelui este determinat doar de poporul rus în alegerile democratice — și de nimeni altcineva”. Mai târziu, Klințevici a negat cuvintele lui Ciepurnoîi și le-a catalogat drept calomnie. În același timp, unul dintre membrii organizației moscovite „Safe Capital” a spus că Klințevici a menționat cu adevărat ambițiile prezidențiale ale lui Volodin. „La una dintre întâlnirile din 2016 cu organizația noastră, Klințevici a spus că este necesar să-l susținem pe Volodin în toate eforturile sale, deoarece el, potrivit lui Klințevici, va fi următorul președinte al Rusiei”. Potrivit politologului Stanislav Belkovski, Volodin are ambiții prezidențiale, dar nu va fi președinte „în locul lui Putin”, și va accepta să devină președinte doar dacă Putin i-o va oferi (președinția).

## Venituri
În 2009, Volodin a declarat venituri în valoare de 359.899.191 de ruble; în 2010, 6.556.502 de ruble; în 2011, 3.990.656 de ruble; în 2012, 6.759.590 de ruble; în 2013, 14.071.868 de ruble; în 2016 - 87.099.427 de ruble, în 2016 - 62.129.066 de ruble, în 2017 - 51.358.108 de ruble, în 2018 - 71.744.355 de ruble, în 2019 - 100.290.669 de ruble, în 2020 - 84.046.445 de ruble, în 2021 - 65.002.302 de ruble.
Declarația pentru anul 2021 indică următoarele imobile: o clădire rezidențială cu suprafața de 1.666 m², un apartament cu suprafața de 697 m², un teren cu suprafața de 19.425 m² și alte imobile cu o suprafață de 510 m².

## Onoruri și premii (selecție)
- Ordinul Prieteniei (1997)[69]
- Ordinul de Onoare (2003)[70]

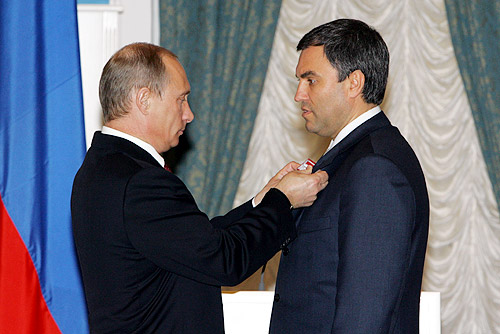
Volodin a primit Ordinul „Pentru Meritul Patriei” în 2006

- Avocat onorat al Federației Ruse (3 ianuarie 2009) - pentru merite în consolidarea statului de drept și activitatea legislativă activă.[71]
- Ordinul „Pentru Meritul Patriei” clasa a IV-a (2006);[72] clasa a II-a (2012)[73]
- Cetățean de onoare al orașului Rtișcevo și al districtului municipal Rtișcevo (ianuarie 2010)[74]
- Medalia Primakov (Ministerul Afacerilor Externe al Federației Ruse, 2019)[75]

## Viață de familie
Volodin are o fiică (Volodina Svetlana) și doi fii. Soția sa este Iana Poliakina.